# تیم ملی بسکتبال ولز
تیم ملی بسکتبال ولز ، نماینده ولز در مسابقات بین‌المللی بسکتبال است و توسط بسکتبال ولز، نهاد حاکم بر این ورزش در ولز ، سازماندهی می شود.
در سال ۲۰۰۵ ، ولز ، به همراه انگلیس و اسکاتلند با همکاری یکدیگر تیم ملی بسکتبال بریتانیا را تشکیل دادند ، و هدف اصلی آنها یک تیم قدرتمند با توانایی کسب نشان در بازی های المپیک تابستانی ۲۰۱۲ لندن بود . پیوستن انگلیس و اسکاتلند به فیبا در تاریخ ۳۰ سپتامبر ۲۰۱۶ پایان می یابد ، اما ولز توافق نامه ای را با فدراسیون بسکتبال انگلیس و فیبا امضا نکرد. 